# Paranthessius anemoniae
Paranthessius anemoniae is een eenoogkreeftjessoort uit de familie van de Rhynchomolgidae. De wetenschappelijke naam van de soort is voor het eerst geldig gepubliceerd in 1889 door Claus.